# 매니지먼트봄날
매니지먼트 봄날(management springday)은 대한민국의 연예기획사.
2012년 6월 21일 설립되었다. 출범 당시 사명은 네임벨류스타즈 였고, 2016년 6월 휴업 하였다. 휴업후 배우로는 표예진, 진서연, 장동주, 박명훈 등 담당이사로 재직 후 2019년 11월 1일 재개업 하였다. 사명은 2022년 6월 21일 매니지먼트 봄날로 정정 하였다.

## 소속 연예인
- 윤예희
- 윤다인
- 이다경
- 정다정
- 유태건
- 허지희
- 길주희
- 신상임
- 진서진

- 나소예 2021년 8월 전속계약 위반 법정소송